# Kondagaon
Kondagaon ist eine Stadt im indischen Bundesstaat Chhattisgarh.
Die Stadt ist Hauptort des Distrikts Kondagaon. Kondagaon hat den Status eines Municipal Council. Die Stadt ist in 18 Wards gegliedert. Sie hatte am Stichtag der Volkszählung 2011 30.921 Einwohner, von denen 15.346 Männer und 15.575 Frauen waren. Die Alphabetisierungsrate lag 2011 bei 79,4 % und damit über dem nationalen Durchschnitt. Hindus bilden mit einem Anteil von ca. 90 % die Mehrheit der Bevölkerung in der Stadt. Muslime bilden mit einem Anteil von ca. 4 % eine Minderheit. 27,3 % der Bevölkerung gehören den Scheduled Tribes an.